# Anthonie Sas
Anthonie Sas, geboren als Anthonie Cornelis van der Veen (Leeuwarden, 22 april 1940), is een Nederlandse kunstenaar.
Als graficus werkte hij onder de naam Anton van der Veen, en later als schilder onder de naam Anthonie Sas, naar zijn grootvader van moederskant, naar wie hij ook is vernoemd. Hij woont en werkt sinds 1975 in Bergen (N.-H.).

## Biografie
Op zijn achttiende behaalde hij de LO-akte tekenen en daarna nog enkele onderwijsbevoegdheden, waaronder de L.O.-akte handvaardigheid. Op de Expo 58, de Wereldtentoonstelling in Brussel van 1958, maakte hij kennis met de toenmalige meest recente uitingen van de moderne kunst.
In 1966 was zijn eerste solotentoonstelling in Zweeloo, met op de uitnodiging zijn gedicht ‘mijn hand’ uit 1963, opgedragen aan Julius Bissier.

## Exposities
In 1984 werden voor het eerst onder zijn schildersnaam Anthonie Sas schilderijen (acryltempera op papier op katoen uit de serie ‘Candide’) tentoongesteld. De later ontstane hermetische monochromen (olie c.q. oliepastel op respectievelijk linnen c.q. papier) ‒ alle met de titel ‘Hekate I’, ‘Hekate II’ of ‘Hekate III’, zonder bepaalde onder-, boven- of zijkant, en ook de monochrome tekeningen met de titels ‘H I’, ‘H II’ en ‘H III’ (de H staat voor Hahnemühle-papier) ‒ hebben een basische rechthoekige vorm, waarvan de verborgen imaginaire kernlijn figureert voor het afwezige.
De teksten van Sas over zijn monochromen, waarin het door hem geïntroduceerde begrip ‘perceptuele reciprociteit’  een centrale plaats inneemt, zijn even hermetisch als de monochromen. 
In 1979 en 1980 exposeerde Sas onder andere in Galerie Swart in Amsterdam. Van 1992 tot 2001 was hij verbonden aan Galerie Maria Chailloux in Amsterdam. Sindsdien vertegenwoordigt Galerie Conny van Kasteel in Egmond aan Zee zijn werk. Verder exposeerde hij in binnen- en buitenland.

## Prijzen
Als grafisch kunstenaar werden Anthonie Sas de volgende prijzen toegekend:
- in 1976 een Arts Council Award of Great Britain op de 5th British International Print Biennale in Bradford;
- in 1977 een Special Edition Purchase Award – World Print Competition San Francisco.

## Publicaties
In oktober 2016 verschenen zeven gedichten en een korte biografie van Sas in het online poëzietijdschrift Modern Poets Magazine (New York).
In augustus 2021 verscheen zijn boek Project a in een Nederlands/Engelse uitgave van Books & More Books Editions tezamen met zijn typografisch gedicht ‘Alles’ in een oplage van 200 exemplaren.